# Li Han Hsiang
Richard Li Han Hsiang (Traditioneel Chinees: 李翰祥; Vereenvoudigd Chinees: 李翰祥; Pinyin: Lǐ Hànxiáng) (Jinxi, 7 maart 1926 - Peking, 17 december 1996) was een Chinees filmregisseur. Li regisseerde meer dan 70 films in zijn hele carrière, die begon in de jaren '50 en voortduurde tot de jaren '90.
Daarnaast won Li ook de Golden Horse Film Award voor zijn film Xi Shi in 1965. De meeste door hem geregisseerde films in de jaren '70 en '80 focusten op Chinees historisch drama.
Hij overleed in Beijing aan de gevolgen van een hartstilstand op 70-jarige leeftijd.

## Filmografie (selectie)
- The Empress Dowager (1975)
- The Admarid Girl (1972)
- Cheating Panorama (1972)
- Legends Of Lust (1972)
- The Love Eterne (1963)
- Empress Wu Tse-Tien (1963)
- The Magnificent Concubine (1962)
- The Enchanting Shadow (1960)

- Bibliothèque nationale de France: cb16751710q (data)
- Gemeinsame Normdatei: 141344423
- International Standard Name Identifier: 0000 0000 8387 7836
- Library of Congress Control Number: n84087754
- Nationale Bibliotheek van Tsjechië: jx20090720004
- Nederlandse Thesaurus van Auteursnamen: 364385820
- Système universitaire de documentation: 15166904X
- Virtual International Authority File: 61886843
- WorldCat: E39PBJyGVmY4F4WfxH8hYfycfq